# ليو آيخمان
ليو آيخمان هو لاعب كرة قدم سويسري في مركز حراسة المرمى، ولد في 24 ديسمبر 1936 في Ernetschwil ‏ في سويسرا. شارك مع منتخب سويسرا لكرة القدم. أما مع النوادي، فقد لعب مع نادي لو تشو دي فوندز.

## وصلات خارجية
- ليو آيخمان على موقع الاتحاد الدولي (مؤرشف)  (الإنجليزية)
- ليو آيخمان على موقع قاعدة بيانات كرة القدم.إي يو (الإنجليزية)
- ليو آيخمان على موقع ناشيونال فوتبول تيمز (الإنجليزية)